# کستلبللو-چیاردس
کستلبللو-چیاردس (به ایتالیایی: Castelbello-Ciardes) یک کومونه در ایتالیا است که در تیرول جنوبی واقع شده‌است. کستلبللو-چیاردس ۵۳٫۹ کیلومتر مربع مساحت و ۲٬۳۸۷ نفر جمعیت دارد.